# Unidad de Movilidad Extravehicular

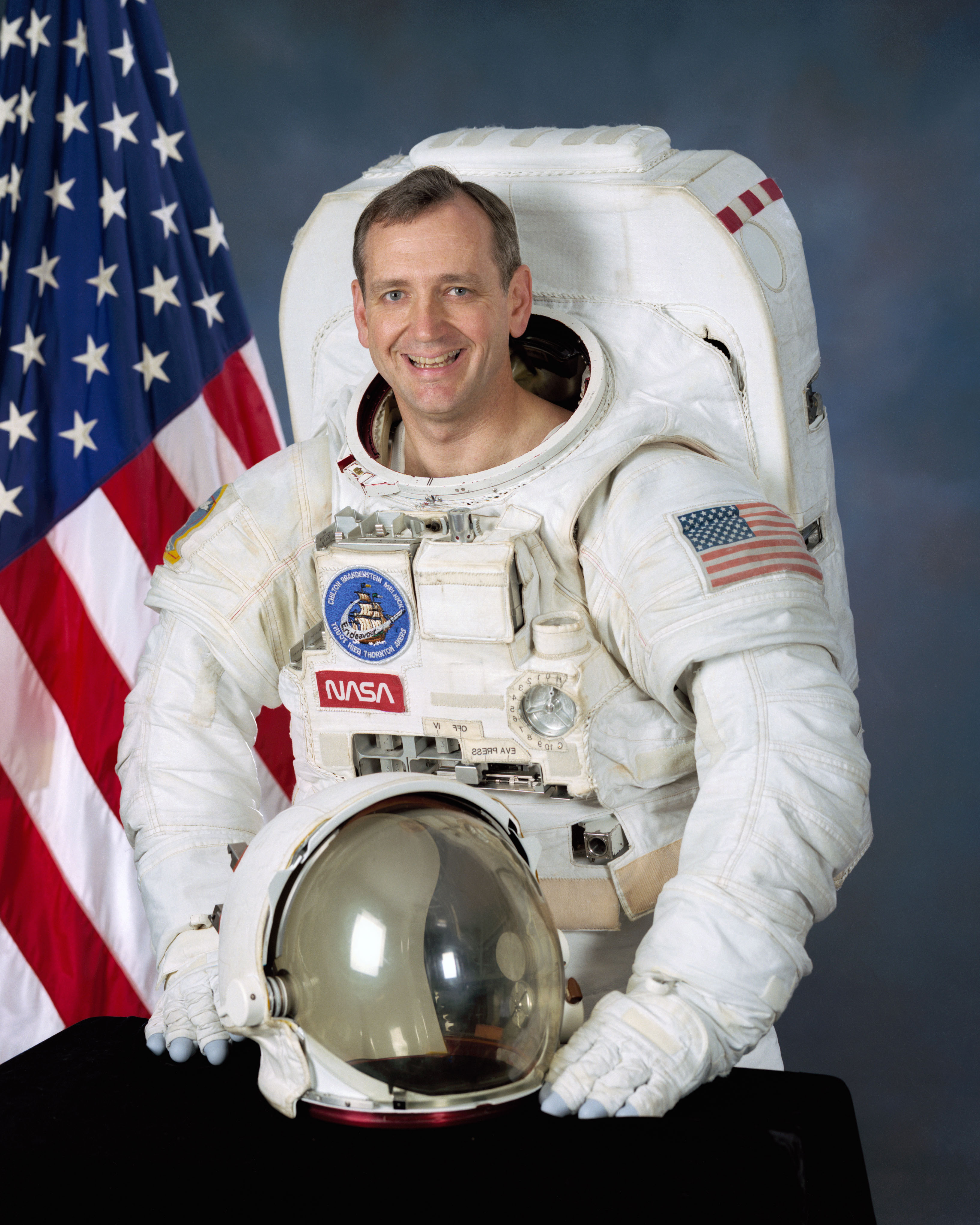
El astronauta Thomas Akers, posando en tierra con un EMU..

La Unidad de Movilidad Extravehicular (o más abreviadamente EMU, por las siglas en inglés de Extravehicular Mobility Unit) es un traje espacial reutilizable para llevar a cabo caminatas espaciales (o EVA en la terminología astronáutica) en microgravedad. Fue diseñado por ILC Dover y lleva activo desde 1980.

## Características
El EMU utilizado en los transbordadores tiene un diseño modular y puede ensamblarse a partir de partes de tamaño estándar para acomodarse al 90 % de la población. El traje está certificado para realizar ocho EVA. La parte del torso es rígida y lleva el sistema de soporte vital. Los elementos de unión entre las partes son flexibles para mejorar la movilidad.
El traje está diseñado para ser usado en gravedad cero y proporcionar movilidad a la parte superior del cuerpo. No está diseñado para ser usado en una emergencia como la pérdida de presión de la cabina del transbordador ni para exploración de superficies como la lunar o la marciana.
El EMU del transbordador está compuesto por 14 capas. La más interna está hecha de nylon, sobre la que se asienta una capa de spandex con un entubado de plástico para refrigeración y ventilación del astronauta; la siguiente capa es hinchable y está hecha de nylon recubierto de uretano y Dacron para proporcionar presión interna al traje. Por encima hay otra capa de nylon recubierto de neopreno, seguida de una capa aluminizada de mylar laminada con Dacron formada a su vez por siete subcapas de recubrimiento contra micrometeoritos. La capa externa está hecha de una mezcla de Goretex, Kevlar y Nomex.
El traje pesa 50 kg, con 15 kg adicionales del sistema de soporte vital, y tiene una autonomía de nueve horas.

## Componentes del traje

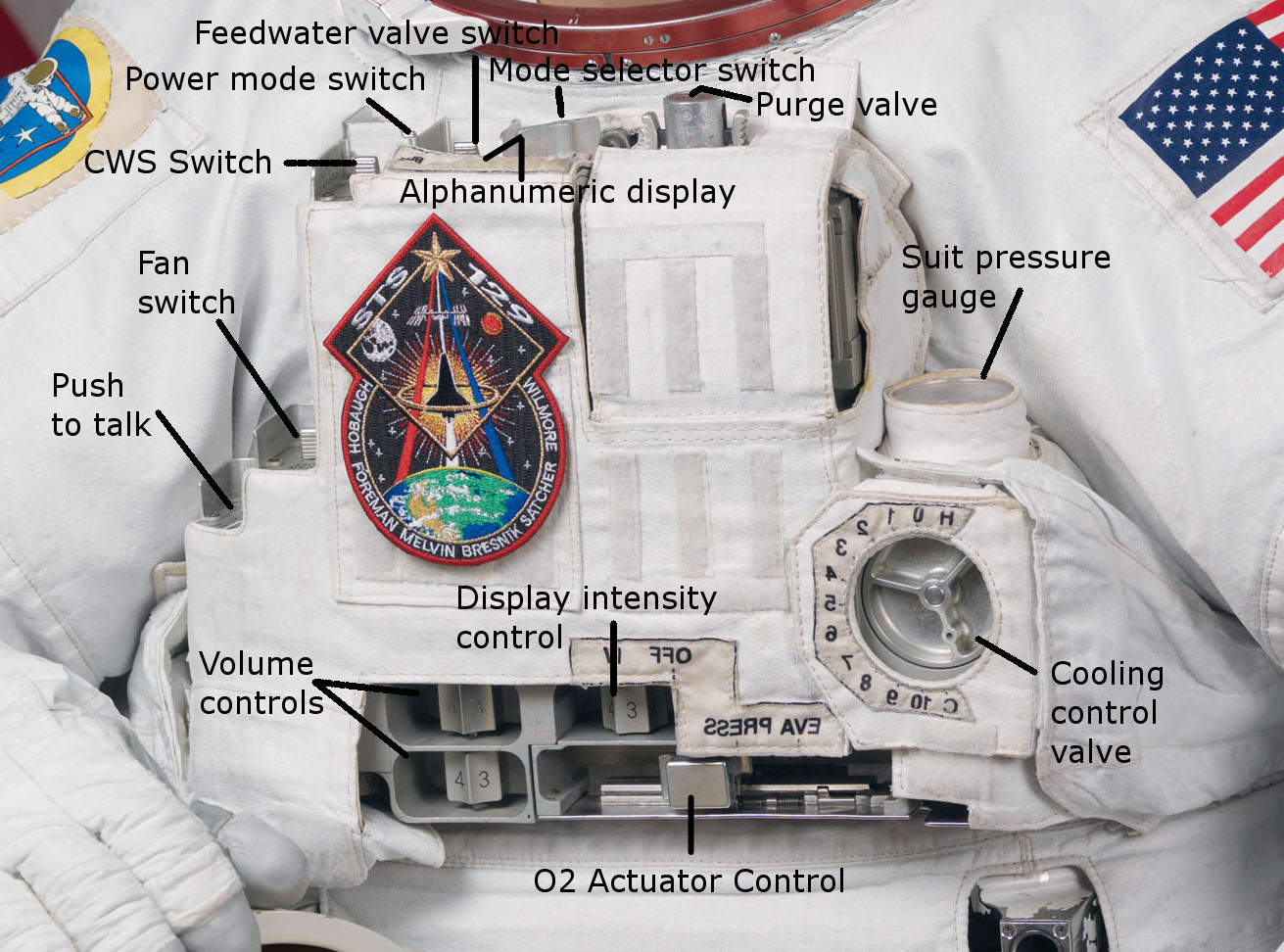
Panel de control del EMU. Se encuentra en el pecho del astronauta.

El traje se compone de varios componentes:
- Ropa de máxima absorción (MAG): recoge la orina producida por el astronauta
- Ropa de enfriamiento y ventilación líquida (LCVG): elimina el exceso de calor corporal producido por el astronauta durante las caminatas espaciales
- Arnés eléctrico EMU (EEH): proporciona conexiones para comunicaciones y bioinstrumentos
- Conjunto de operador de comunicaciones (CCA): contiene micrófonos y auriculares para comunicaciones
- Conjunto del torso inferior (LTA): mitad inferior de la EMU, incluidos pantalones, articulaciones de rodilla y tobillo, botas y cintura baja
- Torso superior duro (HUT): carcasa de fibra de vidrio dura que admite varias estructuras, incluidos los brazos, el torso, el casco, la mochila de soporte vital y el módulo de control
- Brazos
- Guantes: guantes exteriores e interiores
- Casco
- Conjunto de visera extravehicular (EVA): protege al astronauta de la luz solar brillante
- Bolsa de bebida en traje (BID): proporciona agua potable para el astronauta durante la caminata espacial
- Subsistema de soporte vital primario (PLSS): proporciona oxígeno, energía, eliminación de dióxido de carbono, agua de refrigeración, equipo de radio y sistema de advertencia
- Paquete de oxígeno secundario (SOP): proporciona suministro de oxígeno de emergencia
- Módulo de pantalla y control (DCM): pantallas y controles para ejecutar el PLSS

## Futuro reemplazo
A partir de 2019 , la NASA planeó usar el sistema de Unidad de Movilidad Extravehicular de Exploración (xEMU) durante el programa Artemis, derivado de las tecnologías de trajes espaciales utilizadas en el pasado.  
El nuevo traje habría sido diseñado, dependiendo de la configuración, para proteger al astronauta durante las EVA lunares.

## Galería

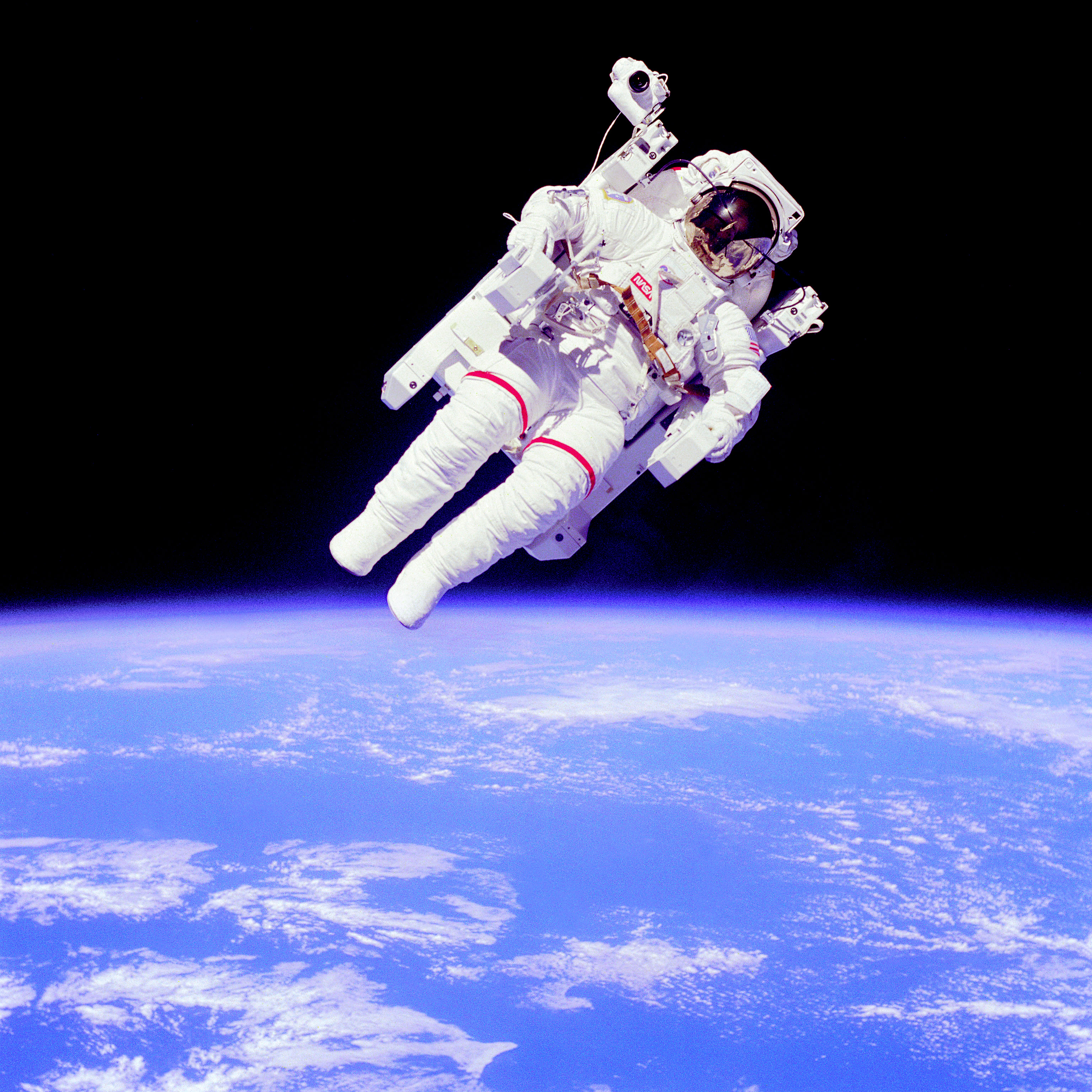
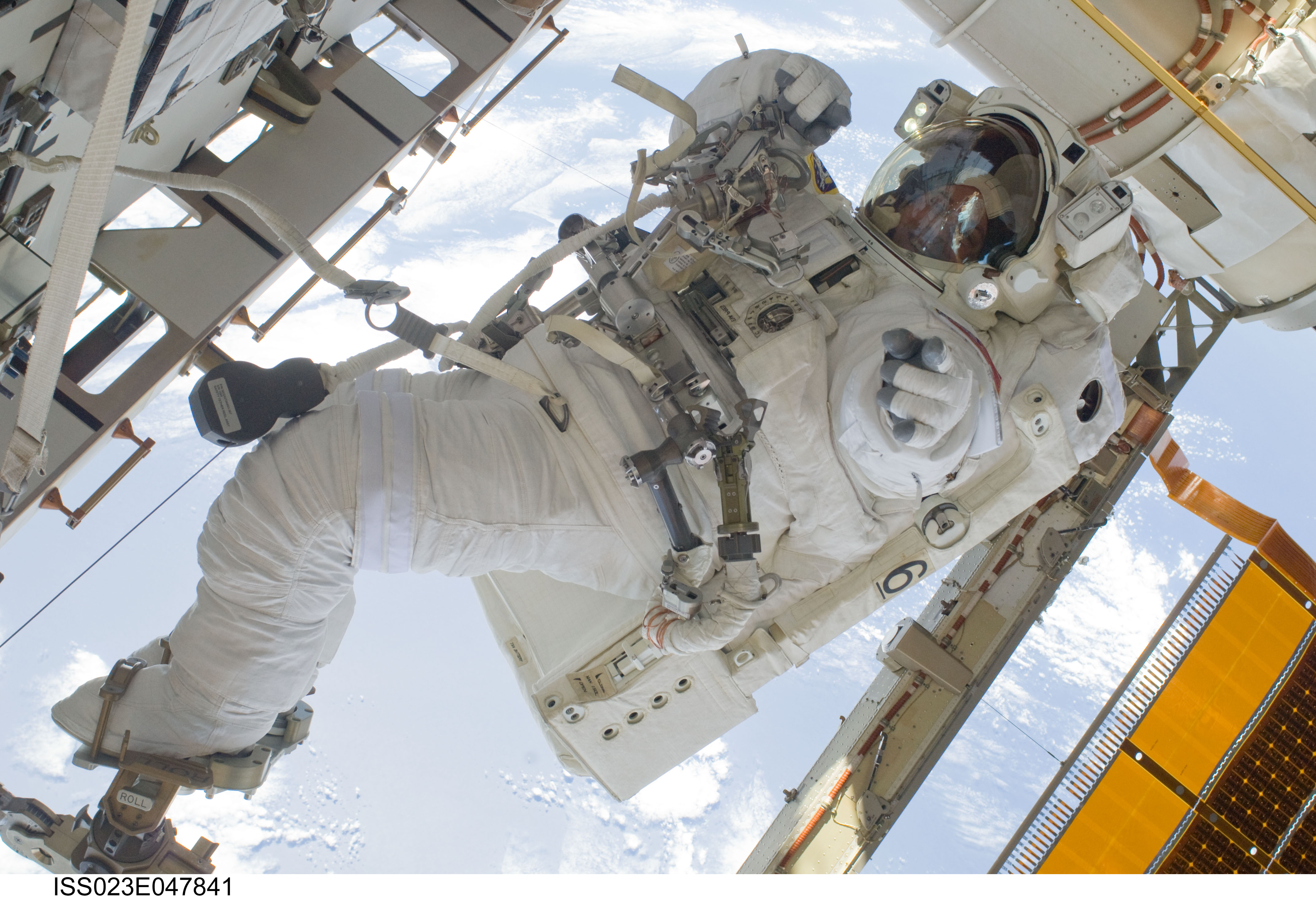